# Ligne S5 du RER bruxellois
Pour les articles homonymes, voir S5.
La ligne S5 du RER bruxellois, plus simplement nommée S5, est une ligne de train de l'offre ferroviaire suburbaine à Bruxelles, composante du projet Réseau express régional bruxellois, elle contourne le centre de Bruxelles sur un axe Sud-Nord : Hal - Bruxelles-Luxembourg - Malines (Mechelen) via Weerde. Durant les jours ouvrables, la quasi-totalité des trains de la ligne S5 est prolongée jusque Enghien et huit d’entre eux continuent vers Grammont.
Elle emprunte les infrastructures de la ligne 26 (Hal - Vilvorde), et de la ligne 27 (Bruxelles-Nord - Anvers-Central). Les trains qui sont prolongés vers Enghien et Grammont empruntent les lignes 94 (Hal - Froyennes) et 123 (Braine-le-Comte - Grammont).

## Histoire
La ligne S5 fait partie de l'offre ferroviaire S de Bruxelles lancée le 13 décembre 2015,.
Au début, elle comportait surtout des trains limités à Hal et ne fonctionnait pas durant les week-ends et jours fériés.
Elle permet la desserte de la ligne 26 sur toute sa longueur ainsi que celle de la ligne 27 entre Vilvorde et Malines via Weerde.
Elle est actuellement exploitée au rythme de deux trains par heure, en semaine, et est en grande partie parallèle avec la Ligne S7 du RER bruxellois. Les week-ends et jours fériés, un train par heure circule, uniquement entre Hal et Malines.
Entre le 4 septembre 2023 et le 28 avril 2024, la mise à simple voie de la ligne 26 entre Etterbeek et la bifurcation de Moensberg a pour conséquence la suppression d'un train S5 sur deux et l'adaptation de leur parcours avec un arrêt supplémentaire à Arcades tandis que la desserte de l'arrêt de Haren est limitée aux seuls trains S7 dont le parcours est modifié,.

## Liste des gares

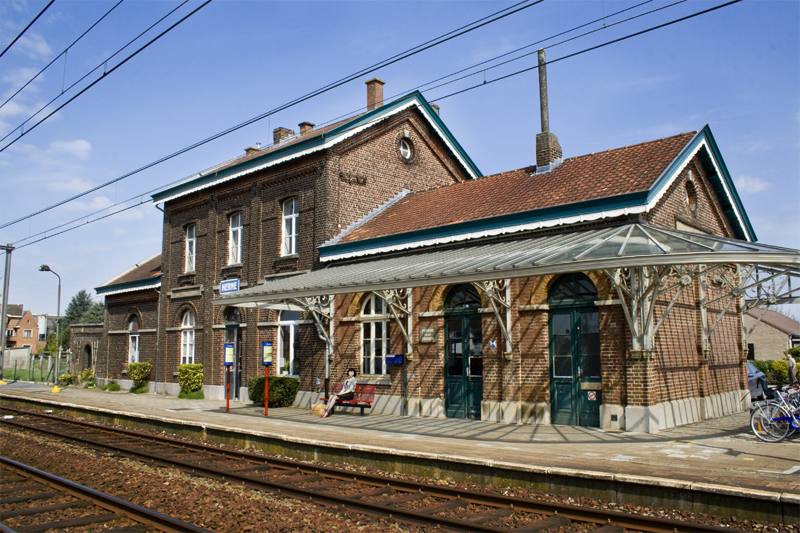
Hérinnes.

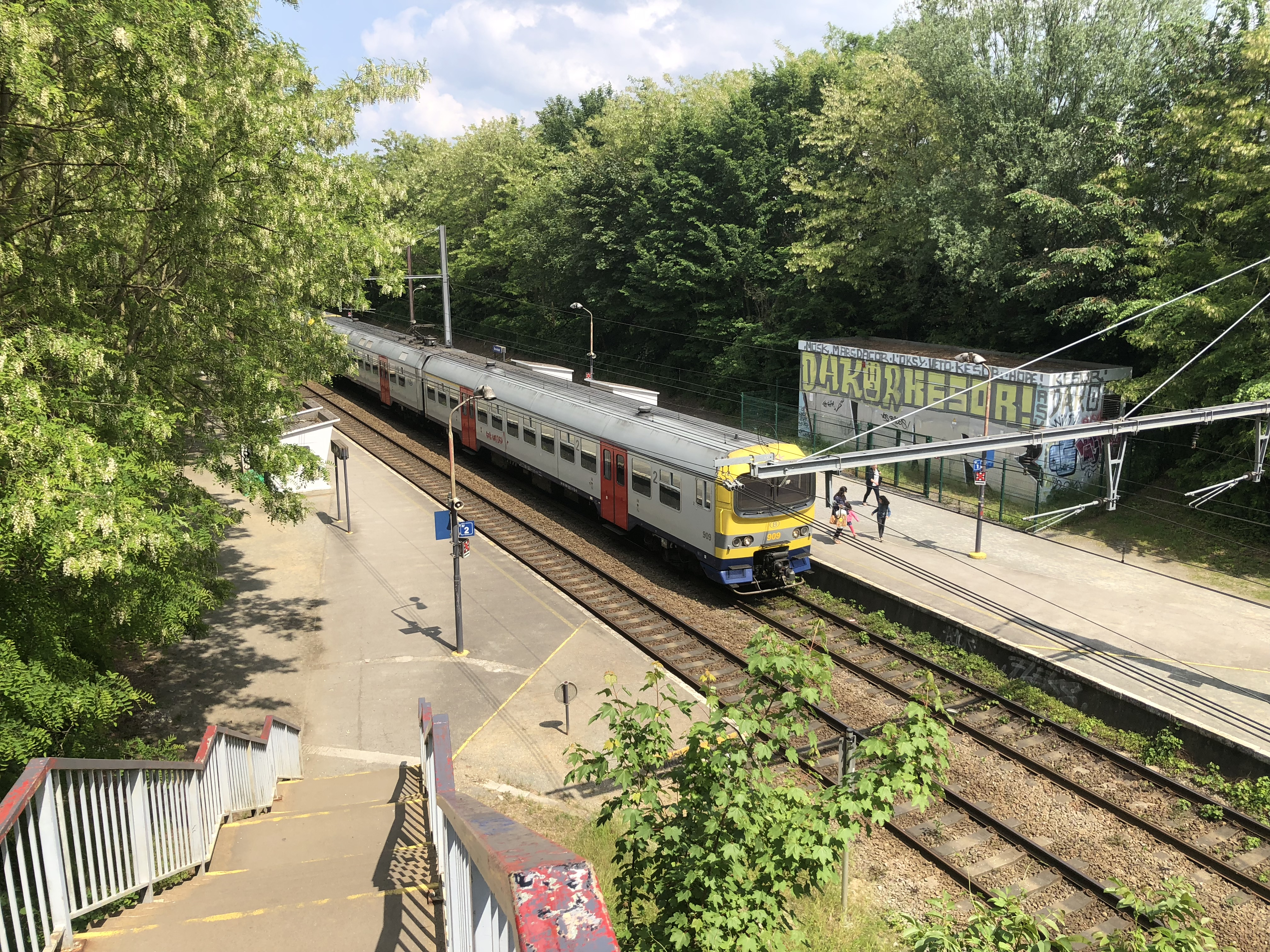
Boondael.

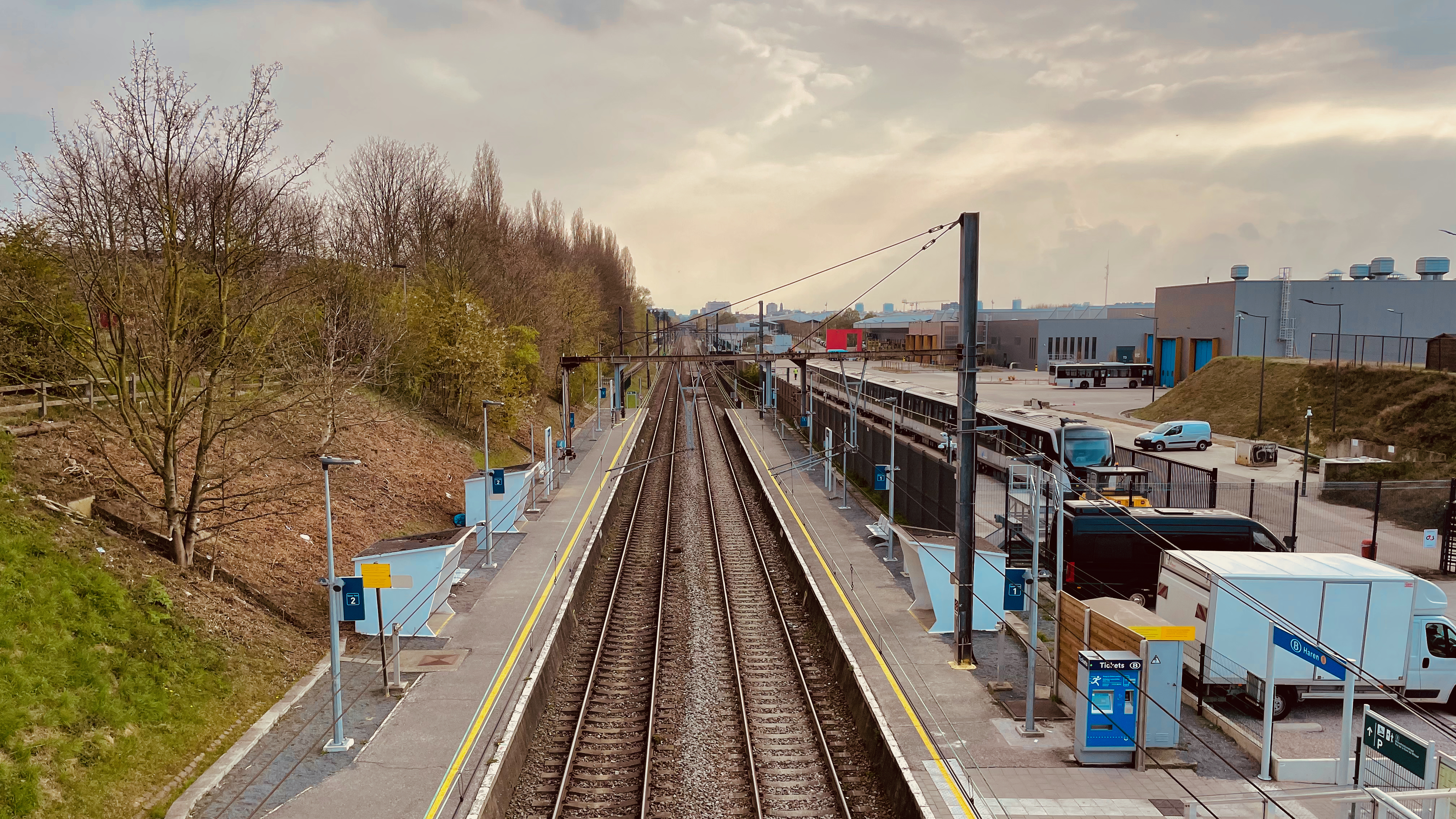
Haren.

La desserte de la ligne S5 comporte les gares suivantes :
- Grammont (huit trains par jour, uniquement en semaine)
- Viane-Moerbeke (huit trains par jour, uniquement en semaine)
- Gammerages (huit trains par jour, uniquement en semaine)
- Tollembeek (huit trains par jour, uniquement en semaine)
- Hérinnes (huit trains par jour, uniquement en semaine)
- Enghien (terminus de la plupart des trains, uniquement en semaine)
- Hal (terminus le week-end ainsi que pour quelques trains en soirée durant les jours ouvrables)
- Huizingen
- Beersel
- Moensberg
- Saint-Job
- Vivier d’Oie
- Boondael
- Etterbeek
- Germoir
- Bruxelles-Luxembourg
- Schuman
- Meiser
- Evere
- Bordet
- Haren
- Vilvorde
- Eppegem
- Weerde
- Malines

## Exploitation
En semaine, tous les trains de la ligne S5 sont composés d’automotrices série AM 86 de la SNCB. La plupart des trains sont composés de deux automotrices (soit quatre voitures), plus rarement   (six voitures). Certains trains sont assurés par une automotrice Siemens Desiro ML série AM 08 (soit trois voitures).
Les week-ends et jours fériés tous les trains sont composés d’une automotrice Siemens Desiro ML série AM 08.

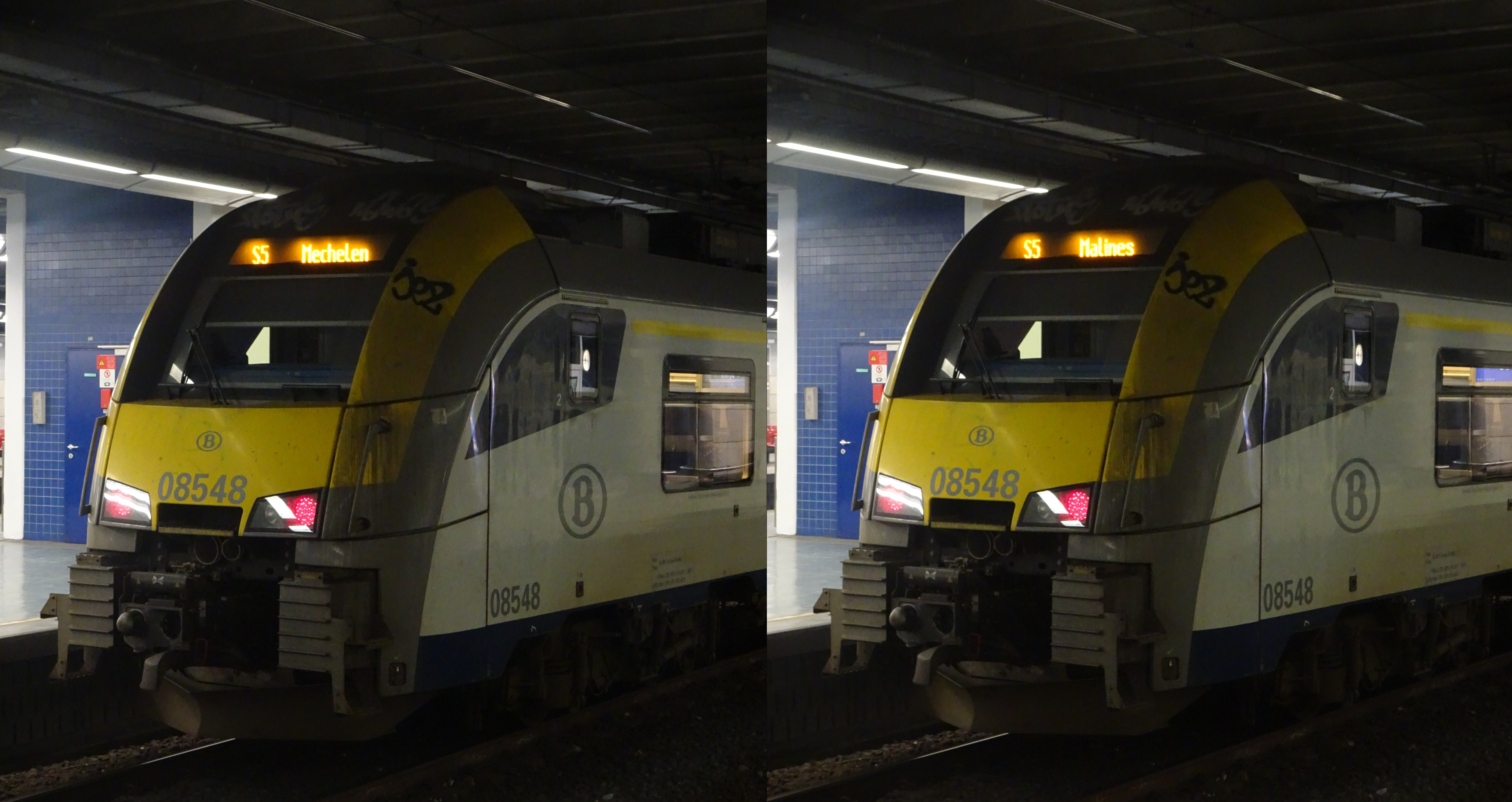
Affichage électronique d'un train de la ligne S5.

Son trajet est parallèle avec la ligne S7 du RER bruxellois qui dessert les mêmes gares (sauf Arcades qui n’est desservie que par les trains S7). En revanche, il existe deux points de divergence.
Les trains S5 ainsi que les autres trains qui empruntent la ligne 26 sont déviés entre Boondael et Meiser par la ligne 161A et le tunnel Schuman-Josaphat, ce qui permet des correspondances avec des trains circulant vers Bruxelles-Midi ainsi que le réseau (bus, tram ou métro) de la STIB tandis que la ligne S7 dessert les gares, moins fréquentées, de Delta et Merode. En outre, la ligne S7 n’est pas exploitée en dehors des jours ouvrables.
La ligne S4 réalise également un trajet similaire entre Meiser et Malines. Toutefois, alors que les trains des lignes S5 et S1 effectuent le trajet le plus direct, la ligne S4 réalise une boucle autour de la ville de Malines et dessert les gares de Hofstade (qui n’est desservie que par les trains S7) et de Muizen.
Actuellement (horaire 2023) la quasi-totalité des trains S5 circule entre Hal et Enghien durant les jours ouvrables, seuls six trains — un tôt le matin et cinq en fin de soirée —ont leur terminus ou leur point de départ à Hal. Toutefois, durant les weekends et jours fériés, Hal est la gare terminus de tous les trains de la ligne S5.